# حمرية أمازونية
حمرية أمازونية (الاسم العلمي:Erythrina amazonica) هي نوع من النباتات تتبع جنس الحمرية من الفصيلة البقولية.